# Spreizung (Phonetik)
|                                                           | vorne                                                           |                                                                 | zentral                                                         |                                                                 | hinten                                                          |
| geschlossen                                               | \| i•y ɨ•ʉ ɯ•u ɪ•ʏ ʊ e•ø ɘ•ɵ ɤ•o ə ɛ•œ ɜ•ɞ ʌ•ɔ æ ɐ a•ɶ a̱ ɑ•ɒ \| | \| i•y ɨ•ʉ ɯ•u ɪ•ʏ ʊ e•ø ɘ•ɵ ɤ•o ə ɛ•œ ɜ•ɞ ʌ•ɔ æ ɐ a•ɶ a̱ ɑ•ɒ \| | \| i•y ɨ•ʉ ɯ•u ɪ•ʏ ʊ e•ø ɘ•ɵ ɤ•o ə ɛ•œ ɜ•ɞ ʌ•ɔ æ ɐ a•ɶ a̱ ɑ•ɒ \| | \| i•y ɨ•ʉ ɯ•u ɪ•ʏ ʊ e•ø ɘ•ɵ ɤ•o ə ɛ•œ ɜ•ɞ ʌ•ɔ æ ɐ a•ɶ a̱ ɑ•ɒ \| | \| i•y ɨ•ʉ ɯ•u ɪ•ʏ ʊ e•ø ɘ•ɵ ɤ•o ə ɛ•œ ɜ•ɞ ʌ•ɔ æ ɐ a•ɶ a̱ ɑ•ɒ \| |
| fast geschlossen                                          | \| i•y ɨ•ʉ ɯ•u ɪ•ʏ ʊ e•ø ɘ•ɵ ɤ•o ə ɛ•œ ɜ•ɞ ʌ•ɔ æ ɐ a•ɶ a̱ ɑ•ɒ \| | \| i•y ɨ•ʉ ɯ•u ɪ•ʏ ʊ e•ø ɘ•ɵ ɤ•o ə ɛ•œ ɜ•ɞ ʌ•ɔ æ ɐ a•ɶ a̱ ɑ•ɒ \| | \| i•y ɨ•ʉ ɯ•u ɪ•ʏ ʊ e•ø ɘ•ɵ ɤ•o ə ɛ•œ ɜ•ɞ ʌ•ɔ æ ɐ a•ɶ a̱ ɑ•ɒ \| | \| i•y ɨ•ʉ ɯ•u ɪ•ʏ ʊ e•ø ɘ•ɵ ɤ•o ə ɛ•œ ɜ•ɞ ʌ•ɔ æ ɐ a•ɶ a̱ ɑ•ɒ \| | \| i•y ɨ•ʉ ɯ•u ɪ•ʏ ʊ e•ø ɘ•ɵ ɤ•o ə ɛ•œ ɜ•ɞ ʌ•ɔ æ ɐ a•ɶ a̱ ɑ•ɒ \| |
| halbgeschlossen                                           | \| i•y ɨ•ʉ ɯ•u ɪ•ʏ ʊ e•ø ɘ•ɵ ɤ•o ə ɛ•œ ɜ•ɞ ʌ•ɔ æ ɐ a•ɶ a̱ ɑ•ɒ \| | \| i•y ɨ•ʉ ɯ•u ɪ•ʏ ʊ e•ø ɘ•ɵ ɤ•o ə ɛ•œ ɜ•ɞ ʌ•ɔ æ ɐ a•ɶ a̱ ɑ•ɒ \| | \| i•y ɨ•ʉ ɯ•u ɪ•ʏ ʊ e•ø ɘ•ɵ ɤ•o ə ɛ•œ ɜ•ɞ ʌ•ɔ æ ɐ a•ɶ a̱ ɑ•ɒ \| | \| i•y ɨ•ʉ ɯ•u ɪ•ʏ ʊ e•ø ɘ•ɵ ɤ•o ə ɛ•œ ɜ•ɞ ʌ•ɔ æ ɐ a•ɶ a̱ ɑ•ɒ \| | \| i•y ɨ•ʉ ɯ•u ɪ•ʏ ʊ e•ø ɘ•ɵ ɤ•o ə ɛ•œ ɜ•ɞ ʌ•ɔ æ ɐ a•ɶ a̱ ɑ•ɒ \| |
| mittel                                                    | \| i•y ɨ•ʉ ɯ•u ɪ•ʏ ʊ e•ø ɘ•ɵ ɤ•o ə ɛ•œ ɜ•ɞ ʌ•ɔ æ ɐ a•ɶ a̱ ɑ•ɒ \| | \| i•y ɨ•ʉ ɯ•u ɪ•ʏ ʊ e•ø ɘ•ɵ ɤ•o ə ɛ•œ ɜ•ɞ ʌ•ɔ æ ɐ a•ɶ a̱ ɑ•ɒ \| | \| i•y ɨ•ʉ ɯ•u ɪ•ʏ ʊ e•ø ɘ•ɵ ɤ•o ə ɛ•œ ɜ•ɞ ʌ•ɔ æ ɐ a•ɶ a̱ ɑ•ɒ \| | \| i•y ɨ•ʉ ɯ•u ɪ•ʏ ʊ e•ø ɘ•ɵ ɤ•o ə ɛ•œ ɜ•ɞ ʌ•ɔ æ ɐ a•ɶ a̱ ɑ•ɒ \| | \| i•y ɨ•ʉ ɯ•u ɪ•ʏ ʊ e•ø ɘ•ɵ ɤ•o ə ɛ•œ ɜ•ɞ ʌ•ɔ æ ɐ a•ɶ a̱ ɑ•ɒ \| |
| halboffen                                                 | \| i•y ɨ•ʉ ɯ•u ɪ•ʏ ʊ e•ø ɘ•ɵ ɤ•o ə ɛ•œ ɜ•ɞ ʌ•ɔ æ ɐ a•ɶ a̱ ɑ•ɒ \| | \| i•y ɨ•ʉ ɯ•u ɪ•ʏ ʊ e•ø ɘ•ɵ ɤ•o ə ɛ•œ ɜ•ɞ ʌ•ɔ æ ɐ a•ɶ a̱ ɑ•ɒ \| | \| i•y ɨ•ʉ ɯ•u ɪ•ʏ ʊ e•ø ɘ•ɵ ɤ•o ə ɛ•œ ɜ•ɞ ʌ•ɔ æ ɐ a•ɶ a̱ ɑ•ɒ \| | \| i•y ɨ•ʉ ɯ•u ɪ•ʏ ʊ e•ø ɘ•ɵ ɤ•o ə ɛ•œ ɜ•ɞ ʌ•ɔ æ ɐ a•ɶ a̱ ɑ•ɒ \| | \| i•y ɨ•ʉ ɯ•u ɪ•ʏ ʊ e•ø ɘ•ɵ ɤ•o ə ɛ•œ ɜ•ɞ ʌ•ɔ æ ɐ a•ɶ a̱ ɑ•ɒ \| |
| fast offen                                                | \| i•y ɨ•ʉ ɯ•u ɪ•ʏ ʊ e•ø ɘ•ɵ ɤ•o ə ɛ•œ ɜ•ɞ ʌ•ɔ æ ɐ a•ɶ a̱ ɑ•ɒ \| | \| i•y ɨ•ʉ ɯ•u ɪ•ʏ ʊ e•ø ɘ•ɵ ɤ•o ə ɛ•œ ɜ•ɞ ʌ•ɔ æ ɐ a•ɶ a̱ ɑ•ɒ \| | \| i•y ɨ•ʉ ɯ•u ɪ•ʏ ʊ e•ø ɘ•ɵ ɤ•o ə ɛ•œ ɜ•ɞ ʌ•ɔ æ ɐ a•ɶ a̱ ɑ•ɒ \| | \| i•y ɨ•ʉ ɯ•u ɪ•ʏ ʊ e•ø ɘ•ɵ ɤ•o ə ɛ•œ ɜ•ɞ ʌ•ɔ æ ɐ a•ɶ a̱ ɑ•ɒ \| | \| i•y ɨ•ʉ ɯ•u ɪ•ʏ ʊ e•ø ɘ•ɵ ɤ•o ə ɛ•œ ɜ•ɞ ʌ•ɔ æ ɐ a•ɶ a̱ ɑ•ɒ \| |
| offen                                                     | \| i•y ɨ•ʉ ɯ•u ɪ•ʏ ʊ e•ø ɘ•ɵ ɤ•o ə ɛ•œ ɜ•ɞ ʌ•ɔ æ ɐ a•ɶ a̱ ɑ•ɒ \| | \| i•y ɨ•ʉ ɯ•u ɪ•ʏ ʊ e•ø ɘ•ɵ ɤ•o ə ɛ•œ ɜ•ɞ ʌ•ɔ æ ɐ a•ɶ a̱ ɑ•ɒ \| | \| i•y ɨ•ʉ ɯ•u ɪ•ʏ ʊ e•ø ɘ•ɵ ɤ•o ə ɛ•œ ɜ•ɞ ʌ•ɔ æ ɐ a•ɶ a̱ ɑ•ɒ \| | \| i•y ɨ•ʉ ɯ•u ɪ•ʏ ʊ e•ø ɘ•ɵ ɤ•o ə ɛ•œ ɜ•ɞ ʌ•ɔ æ ɐ a•ɶ a̱ ɑ•ɒ \| | \| i•y ɨ•ʉ ɯ•u ɪ•ʏ ʊ e•ø ɘ•ɵ ɤ•o ə ɛ•œ ɜ•ɞ ʌ•ɔ æ ɐ a•ɶ a̱ ɑ•ɒ \| |
| i•y ɨ•ʉ ɯ•u ɪ•ʏ ʊ e•ø ɘ•ɵ ɤ•o ə ɛ•œ ɜ•ɞ ʌ•ɔ æ ɐ a•ɶ a̱ ɑ•ɒ |                                                                 |                                                                 |                                                                 |                                                                 |                                                                 |

| i•y ɨ•ʉ ɯ•u ɪ•ʏ ʊ e•ø ɘ•ɵ ɤ•o ə ɛ•œ ɜ•ɞ ʌ•ɔ æ ɐ a•ɶ a̱ ɑ•ɒ |

In der Phonetik bezeichnet der Begriff Spreizung die Verbreiterung der Lippen während der Artikulation bestimmter sogenannter gespreizter Vokale wie e und i. Dabei werden die Lippen (je nach Sprecher verschieden stark) gedehnt. Das Gegenteil der Spreizung ist die Rundung, bei der die Öffnung der Lippen an einen Kreis angenähert wird.
In den meisten Sprachen tendieren vordere Vokale zur Spreizung und hintere zur Rundung. Aber einige Sprachen wie Deutsch und Französisch unterscheiden gerundete und gespreizte Vorderzungenvokale derselben Vokalhöhe (z. B. [ɛ] und [œ] in kennen und können), und Vietnamesisch unterscheidet zwischen gerundeten und gespreizten Hinterzungenvokalen.
In der Vokaltabelle des Internationalen Phonetischen Alphabets (IPA) werden die gespreizten Vokale als linke und die gerundeten Vokale als rechte Hälfte eines Paares dargestellt, so bilden z. B. die Hauptvokale neun solcher Paare.